# Пітерсбург (Пенсільванія)
Пітерсбург (англ. Petersburg) — місто (англ. borough) в США, в окрузі Гантінгдон штату Пенсільванія. Населення — 419 осіб (2020).

## Географія
Пітерсбург розташований за координатами 40°34′21″ пн. ш. 78°3′2″ зх. д. / 40.57250° пн. ш. 78.05056° зх. д. (40.572598, -78.050615).  За даними Бюро перепису населення США в 2010 році місто мало площу 0,86 км², уся площа — суходіл.

## Демографія
Згідно з переписом 2010 року, у селищі мешкало 480 осіб у 175 домогосподарствах у складі 133 родин. Густота населення становила 557 осіб/км².  Було 194 помешкання (225/км²).
Расовий склад населення:
| - 98,8 % — білих - 0,2 % — азіатів |

До двох чи більше рас належало 0,2 %. Частка іспаномовних становила 1,3 % від усіх жителів.
За віковим діапазоном населення розподілялося таким чином: 30,0 % — особи молодші 18 років, 55,6 % — особи у віці 18—64 років, 14,4 % — особи у віці 65 років та старші. Медіана віку мешканця становила 34,7 року. На 100 осіб жіночої статі у селищі припадало 81,1 чоловіків;  на 100 жінок у віці від 18 років та старших — 89,8 чоловіків також старших 18 років.
Середній дохід на одне домашнє господарство  становив 41 827 доларів США (медіана — 40 000), а середній дохід на одну сім'ю — 43 864 долари (медіана — 43 583). За межею бідності перебувало 16,4 % осіб, у тому числі 23,6 % дітей у віці до 18 років та 15,2 % осіб у віці 65 років та старших.
Цивільне працевлаштоване населення становило 217 осіб. Основні галузі зайнятості: освіта, охорона здоров'я та соціальна допомога — 29,0 %, виробництво — 16,1 %, мистецтво, розваги та відпочинок — 13,8 %.